# Aeroportul Sedona
Aeroportul Sedona (IATA: SDX, ICAO: KSEZ, FAA LID: SEZ) este un aeroport din Arizona, Statele Unite ale Americii. Aeroportul a fost tranzitat în 2019 de 76 de pasageri.
Situat la o altitudine de 1.472 m, aeroportul dispune de 1 pistă.

## Infrastructură

### Piste
Aeroportul dispune de o singură pistă. Pista 3/21 are suprafața de asfalt și dimensiunile 5.132 picioare × 100 picioare. 